# دين هال (منتج ألعاب فيديو)
دين هال (بالإنجليزية: Dean Hall)‏ هو منتج ألعاب فيديو نيوزيلندي، ولد في 14 مايو 1981 في أوامرو ‏ في نيوزيلندا.

## وصلات خارجية
- دين هال على موقع IMDb (الإنجليزية)